# August Eigruber
August Eigruber est un homme politique, autrichien puis allemand, membre du parti nazi, né le 16 avril 1907 à Steyr (Autriche-Hongrie) et mort exécuté le 28 mai 1947 dans la prison de Landsberg (Allemagne).
Eigruber a été SS-Obergruppenführer et Gauleiter dans la division administrative de Reichsgau Oberdonau, en Autriche.

## Jeunesse et carrière
Né en Autriche, Eigruber suit une formation en géodésie et en mécanique à l'École fédérale autrichienne de l'ingénierie ferroviaire et sidérurgique. Il travaille ensuite dans ce domaine jusqu'en novembre 1922, date à laquelle il rejoint la jeunesse ouvrière nationale-socialiste d'Autriche, dont il devient chef en 1925. En avril 1928, il rejoint le parti nazi (le NSDAP) et travaille dans le district de Steyr-Land en octobre 1930. Actif dans les opérations du NSDAP, parti prohibé en Autriche, Eigruber est condamné à plusieurs reprises à des peines de prison.
À partir de mai 1935, Eigruber devient directeur Gau (Gaugeschäftsführer) dans le Land de Haute-Autriche. Après l'Anschluss, il est nommé Landeshauptmann le 14 mars 1938. Le même mois, il rejoint la SA comme chef de brigade où il est promu Brigadeführer. Le 23 mai 1938, il est nommé gauleiter dans la division administrative de Reichsgau Oberdonau (Linz, Autriche), poste qu’il occupa jusqu'au 8 mai 1945.

## Ascension au sein du parti nazi
Le 22 mai 1938, il est transféré dans la SS en tant que Standartenführer.
En septembre 1938, le gauleiter Eigruber assiste au congrès de Nuremberg.
On lui décerne le grade de Brigadeführer en janvier 1939 puis le grade de Gruppenführer en 1940. En juillet 1940, August Eigruber se rend par bateau à Passau, où il est accueilli chaleureusement à l'hôtel de ville pour assister à la dernière pièce de Hans Baumann.
Le 1er avril 1940, il devient gouverneur du Reich (Reichstatthalter) d'Oberdonau, puis en novembre 1942, commissaire de la Défense du Reich (Reichsverteidigungskommissar). En juin 1943, Eigruber est promu au rang de SS-Obergruppenführer.

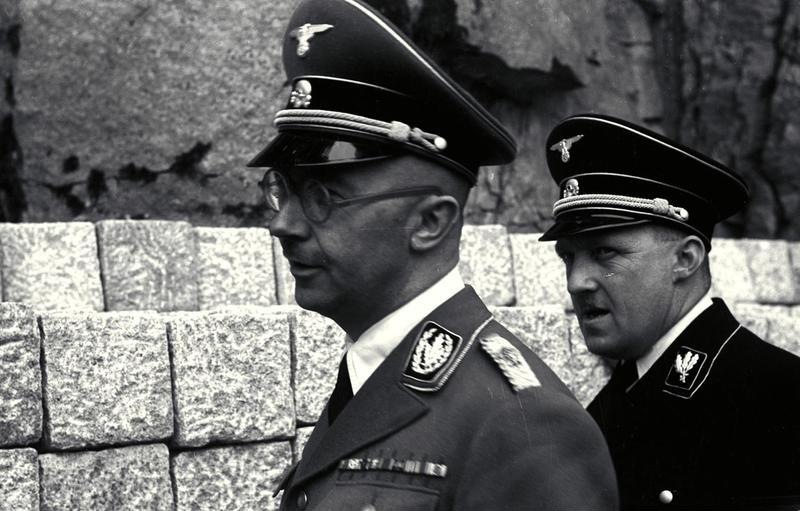
August Eigruber (à droite) avec Heinrich Himmler au camp de concentration de Mauthausen-Gusen, en avril 1941.

Il supervise particulièrement la bonne marche du camp de Mauthausen, où il effectue plusieurs visites en compagnie de Himmler. En avril 1945, il ordonne personnellement l'assassinat de tous les détenus juifs et politiques de ce camp.

## Procès et exécution
Début mai 1945, il s'enfuit à Kirchdorf an der Krems mais est immédiatement arrêté dans la région du Salzkammergut par l'armée américaine. Il est ensuite entendu comme témoin au procès de Nuremberg. 
Eigruber est par ailleurs jugé par le tribunal militaire international de Dachau, lors du procès de Mauthausen-Gusen qui débute en mars 1946. Le 2 mai suivant, il est condamné à mort pour crimes de guerre commis au camp de concentration de Mauthausen : il est exécuté un an plus tard dans la prison de Landsberg, le 28 mai 1947.